# ملي
ملي (بالإسبانية: Juan Alberto Andreu Alvarado) هو لاعب كرة قدم إسباني في مركز الدفاع، ولد في 6 يونيو 1984 في برباط في إسبانيا. شارك مع منتخب إسبانيا تحت 16 سنة لكرة القدم ومنتخب إسبانيا تحت 17 سنة لكرة القدم ومنتخب إسبانيا تحت 19 سنة لكرة القدم ومنتخب إسبانيا تحت 20 سنة لكرة القدم ومنتخب إسبانيا تحت 21 سنة لكرة القدم. أما مع النوادي، فقد لعب مع إيرغوتيليس وبوليديبورتيفو إيخيذو وريال بيتيس ونادي تينيريفي ونادي شريف تيراسبول ونادي غينت ونادي نيفتشي باكو.

## وصلات خارجية
- ملي على موقع الاتحاد الدولي (مؤرشف)  (الإنجليزية)
- ملي على موقع قاعدة بيانات كرة القدم.إي يو (الإنجليزية)
- ملي على موقع Soccerway.com (الإنجليزية)
- ملي على موقع عالم كرة القدم.نت (الإنجليزية)
- ملي على موقع AS.com (الإسبانية)